# 一菱内湖
一菱内湖（日语：／）或戈里亚切耶湖（俄语：Озеро Горячее）是国后岛的湖，处于泊山的火山臼中，面积4.5平方公里，深62米，海拔130米，集水面积17.1平方公里，湖水呈酸性。